# Franck Krebs
Pour les articles homonymes, voir Krebs.
Franck Krebs, né le 29 novembre 1963 à Bordeaux et mort le 8 février 2015 à Rouen,, est un écrivain français et professeur de français au lycée Marcel-Sembat à Sotteville-lès-Rouen. . 

## Œuvres
- 2001 : Tom Cox et l'impératrice sanglante, Seuil Jeunesse
- 2002 : Tom Cox et l'œil du pharaon, Seuil Jeunesse
- 2003 : Tom Cox à la poursuite de Merlin, Seuil Jeunesse
- 2004 : Tom Cox et le temple des sacrifices, Seuil Jeunesse
- 2005 : Tom Cox et le diable du Tsar, Seuil Jeunesse
- 2006 : Tom Cox et le jour de l'invasion, Seuil Jeunesse
- 2007 : Tom Cox et la fin des sorciers, Seuil Jeunesse
- 2009 : Opération Phénix[4], Gallimard Jeunesse
- 2010 : Opération Phenix : l'enfer s'occupe du reste[5], Gallimard Jeunesse
- 2011 : Opération Phénix : et la mort viendra les chercher[6], Gallimard Jeunesse
- 2014 : La Cérémonie du café[7], édition Thierry magnier
- 2015 : Anna et son fantôme, Hachette Jeunesse, (Illustration Solène Debiès)